# Burckhardt Hoppe
Burckhardt Hoppe (* 10. Juli 1946 in Hoym) ist ein ehemaliger deutscher Sportschütze im Wurfscheibenschießen in der Disziplin Trap.

## Leben und Karriere
Burckhardt Hoppe war Teilnehmer an drei aufeinanderfolgenden Olympischen Spielen, bei den Olympischen Spielen 1972 in München und 1976 in Montreal belegte er jeweils den vierten Platz. Bei seinen dritten Spielen in Moskau wurde es Platz acht.
Bei Europameisterschaften wurde er 1969 in Paris Vizeeuropameister mit der Mannschaft. 1973 in Turin wurde er Dritter. In Dorchester 1977 wurde er Doppel-Vizeeuropameister (Einzel- und Mannschaftswettkampf) und ein Jahr später im heimischen Suhl Europameister, sowie Vizeeuropameister mit der Mannschaft. 1979 konnte er in Montecatini seinen Titel bestätigen.
Hoppe wurde siebenmal DDR-Meister, zweimal DDR-Vizemeister und erhielt zweimal Bronze bei den DDR-Meisterschaften.